# 千葉県道231号大多喜停車場線
千葉県道231号大多喜停車場線（ちばけんどう231ごう おおたきていしゃじょうせん）は、千葉県夷隅郡大多喜町を走る一般県道。

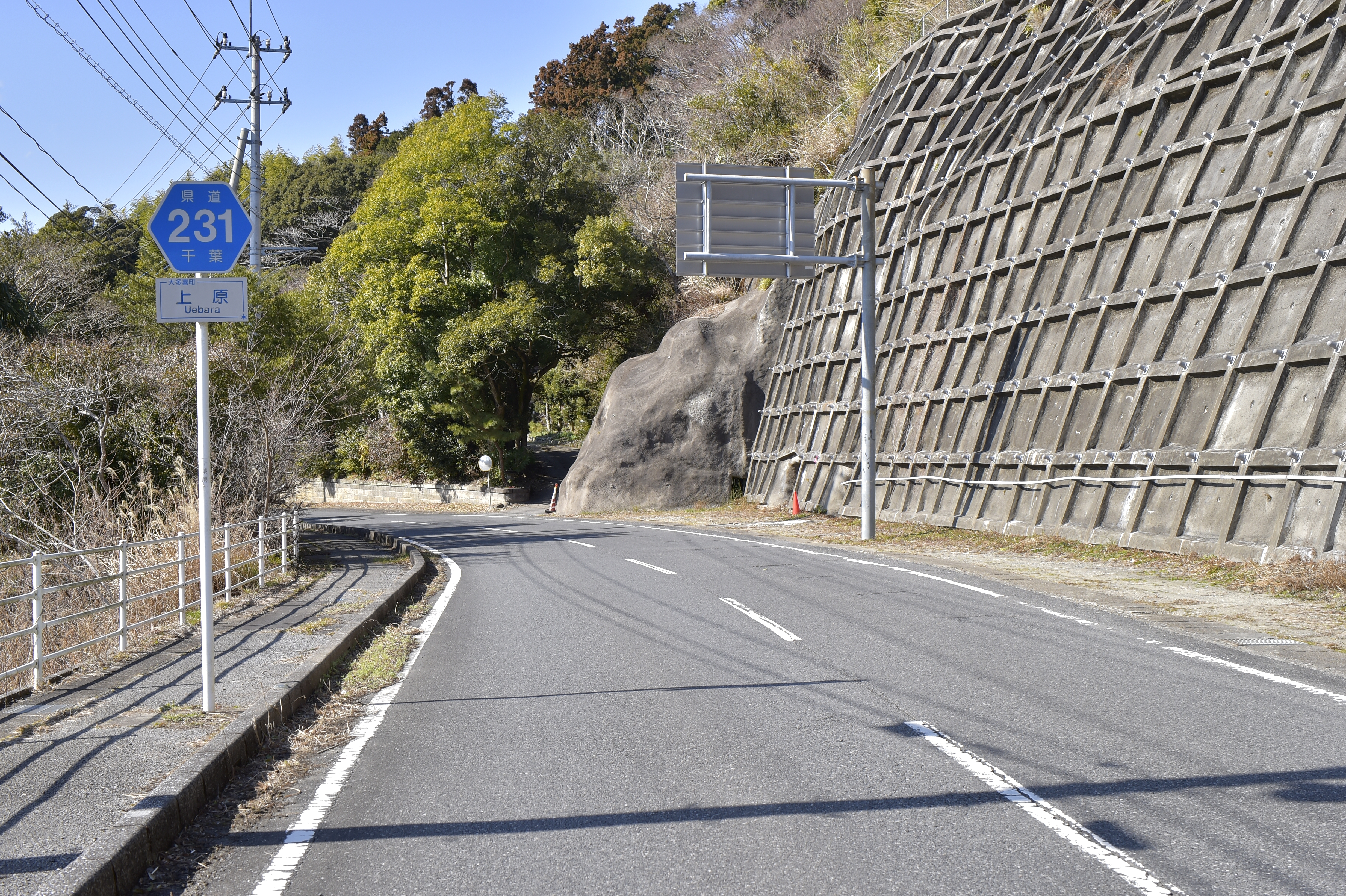
千葉県道231号大多喜停車場線
大多喜町上原（2023年2月）

## 概要

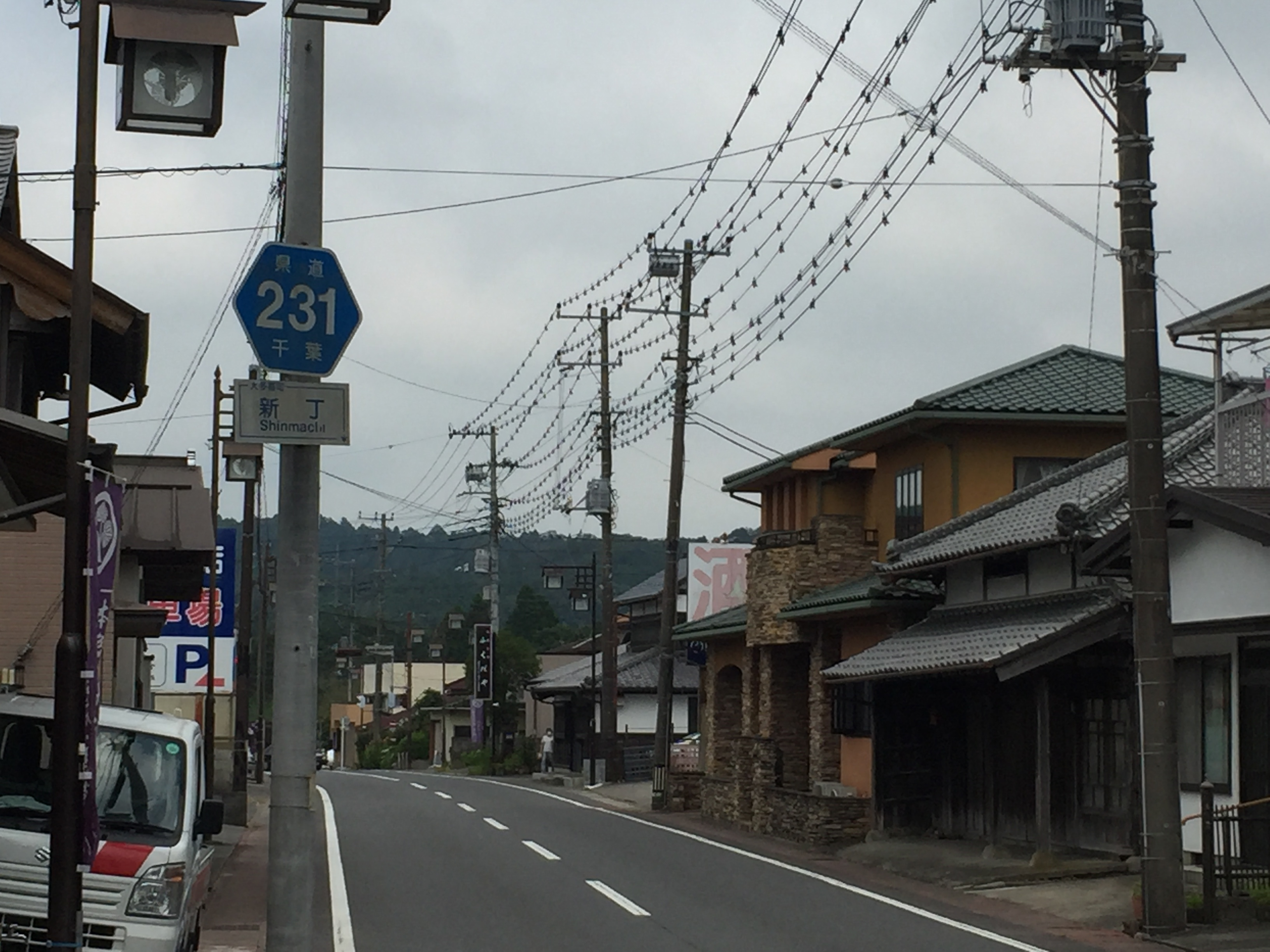
県道番号標示（大多喜町新丁）

### 路線データ
- 起点：夷隅郡大多喜町大多喜（いすみ鉄道いすみ線 大多喜駅）
- 終点：夷隅郡大多喜町小谷松（上原交差点、国道297号交点）
- 総延長：2.614 km（夷隅土木事務所管内：2.614 km[1]）
- 重用延長：なし（夷隅土木事務所管内：0.0 km）
- 実延長：2.614 km（夷隅土木事務所管内：2.614 km[1]）

## 地理

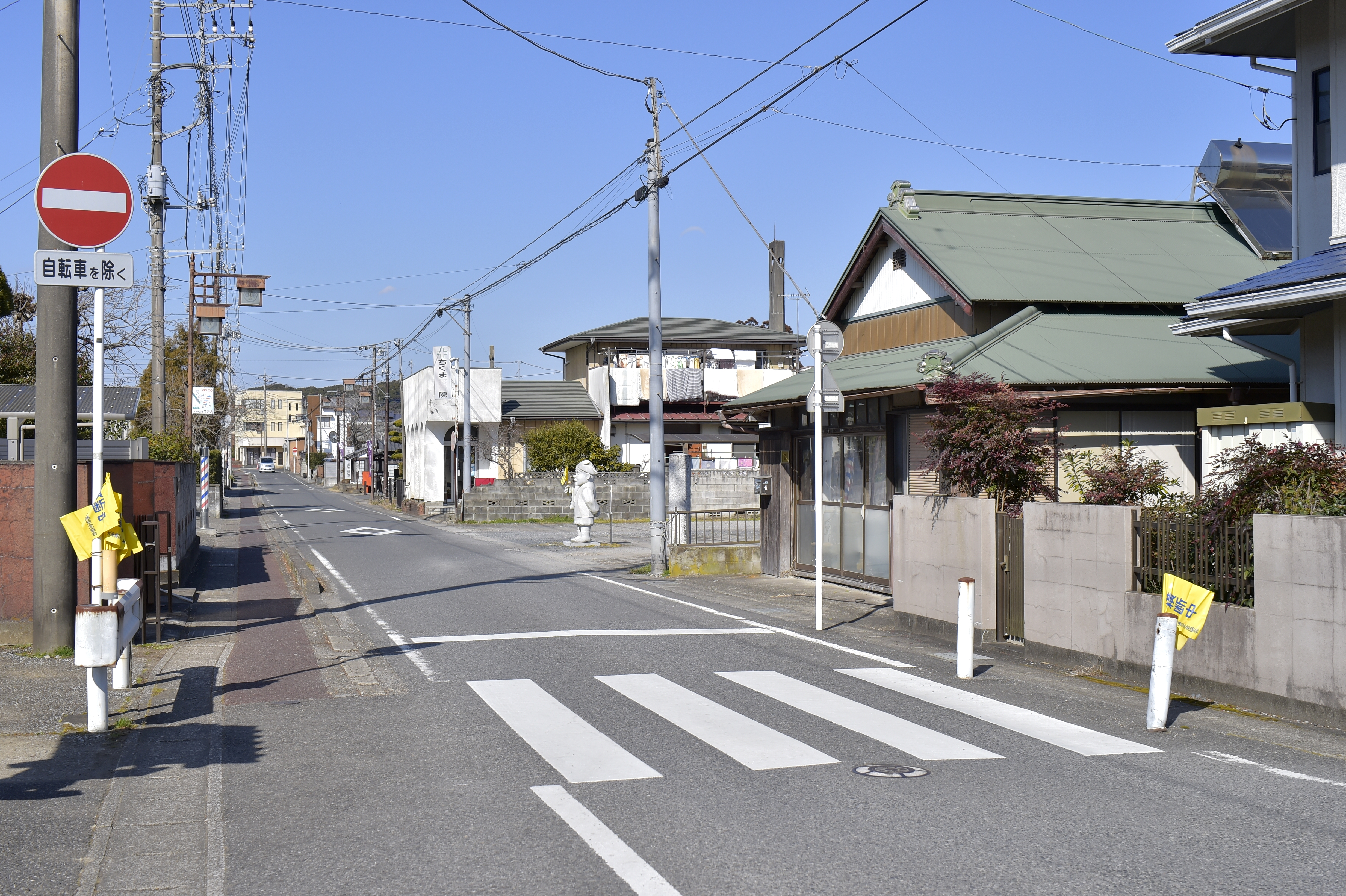
大多喜駅から大多喜小学校前までは一方通行（大多喜町大多喜　2023年2月）

### 通過する自治体
- 夷隅郡大多喜町

### 交差する道路
- 国道297号 - 夷隅郡大多喜町小谷松（上原交差点、終点）

### 周辺
- いすみ鉄道いすみ線 大多喜駅
- 大多喜町役場
- 大多喜町立大多喜小学校
- 大多喜郵便局